# JİTEM
De JİTEM (Turks:Jandarma İstihbarat ve Terörle Mücadele) is een informele geheime dienst van de Turkse gendarmerie. Ze werd opgericht aan het einde van de jaren 80 door de oud-militairen Veli Kücük en Ahmet Cem Ersever. Het bestaan werd aanvankelijk jarenlang door de Turkse regering ontkend.

## Geschiedenis
De JİTEM is een contra-guerrillaorganisatie die zich inzet voor het behoud van de staatsveiligheid. Ze werd onder andere ingezet in de strijd tegen de Koerdische Arbeiderspartij (PKK).
De JİTEM is berucht wegens het harde optreden van haar Speciale Eenheden, waarop in binnen- en buitenland veel kritiek geleverd werd. Volgens sommigen is de JİTEM een soort moordcommando van de Turkse overheid. Tot de personen waarvan vaak aangenomen wordt dat ze door de JİTEM zijn vermoord, behoren Esref Bitlis, een generaal van de Turkse krijgsmacht, die in 1993 omkwam bij een vliegtuigongeluk onder verdachte omstandigheden, en Ahmet Cem Ersever, de oprichter van JİTEM, na uitspraken over de situatie in het oosten van Turkije.

## Ergenekon
Ex-leden van de JİTEM waren medio 2009 verdachten bij een rechtszaak die werd aangespannen door de Turkse staat, gedomineerd door de AK-partij, wegens betrokkenheid bij het voorbereiden van een staatsgreep. Zie Ergenekon (organisatie)